# Mott (Észak-Dakota)
Mott település az Amerikai Egyesült Államok Észak-Dakota államában, Hettinger megyében, melynek megyeszékhelye is. Lakosainak száma 653 fő (2020. április 1.).

## Népesség
A település népességének változása:

| 2010 | 721 |
| 2020 | 653 |